# Technotronic
Technotronic fue una banda musical belga, uno de los grupos impulsores del género house. Gozó de un enorme aunque efímero éxito en la década de 1990.
El productor discográfico belga Jo Bogaert (también productor de la banda L'Olimpe), bajo el seudónimo de Thomas DeQuincey, ideó el grupo en 1989 uniéndose a la vocalista Ya Kid K (seudónimo de Manuela Kamosi). La banda se convirtió en una de las principales impulsoras del género house y sus subgéneros en todo el mundo.

## Historia
En 1989 se publicó el primer sencillo titulado Pump Up the Jam, un tema que fue todo un éxito y que sonó a nivel mundial a lo largo de 1989 y 1990. En países como Reino Unido fue número dos en las listas de ventas. A pesar de que la vocalista era la zaireña Manuela Kamosi, para la portada de este sencillo y para el playback del vídeo musical utilizaron la imagen de la modelo y bailarina Felly. Por esta razón el sencillo salió a la venta bajo el nombre de Technotronic Featuring Felly.
Tras este primer gran éxito, en 1990 se publicó el primer álbum, Pump Up the Jam - The Album, ya con la imagen de Ya Kid K acompañada por el galés M.C. Eric (Eric Martin). Pump Up the Jam tuvo como soporte en teclados por el gran productor del género New Beat, Patrick Demeyer, conocido con los proyectos o sobrenombre de Tragic Error y Fatal Error.
Al margen del ya mencionado éxito, en este disco se incluyeron otros temas como This Beat is Technotronic o Get Up! (Before The Night is Over). Ambas canciones consiguieron entrar en el top 10 en numerosos países a lo largo de 1990, e incluso escalaron hasta el puesto número 10 de las listas de ventas estadounidenses. Por este motivo actuaron en programas de televisión tan populares como The Arsenio Hall Show o el mítico Saturday Night Live. Además ejercieron como teloneros en algunos conciertos de Madonna. 
Después este triunfal inicio, en 1990 salió a la venta el disco de mezclas Trip On This - The Remixes. Luego vendría un quiebre de la formación original, por lo que Jo Bogaert tuvo que reformar el grupo y para eso incluyó a Melissa Beckford y Colin "Einstein". Ambos fueron la cara del grupo en varias presentaciones durante un corto periodo. También grabaron la canción Turn It Up, la cual no logró destacar.
Más tarde Jo Bogaert vuelve a reformular los integrantes de la formación incluyendo a Réjane "Reggie" Magloire, quien había hecho los coros del clásico Last Night a Dj Saved My Life del grupo Indeep. Con esta nueva fórmula, en 1991 grabaron el disco Body To Body, que pasó más desapercibido a nivel comercial. Fue ella, "Reggie", quien estuvo de visita en Hispanoamérica, donde interpretó los temas más exitosos de la primera formación y un par de canciones de ese nuevo disco, Move That Body y Work. El último éxito del grupo tuvo lugar en 1992 con el sencillo Move This que entró en el puesto 6 de las listas estadounidenses gracias a que el tema se utilizó como sintonía para un anuncio de la marca Revlon.
La carrera en solitario de sus integrantes fue poco exitosa: Ya Kid K interpretó la canción Spin That Wheel junto al grupo belga de rap Hi-Tek 3, un sencillo que se incluyó en la banda sonora de la película "Las Tortugas Ninja 2: El secreto de Ooze" (1991). Tampoco destacó con su disco One World Nation (1992). 
La agrupación ya no era lo que todo el mundo había conocido. En 1992 en un intento desesperado por retomar el camino original, el mentor del proyecto decide volver a trabajar con Ya Kid K (Manuela Kamosi), la vocalista original. El resultado de esto fue una nueva versión del tema Move This, la cual logró encaramarse en los principales charts a nivel mundial, un par de canciones que fueron incluidas en el disco Grandes Éxitos de 1993 y un disco llamado Recall (1995), del cual solo se destacó el tema Move It To The Rhythm. Este nuevo y reformulado grupo actuó nuevamente en Chile en el marco de la Teletón 1994.
En cuanto a Jo Bogaert, ha trabajado como productor de varias bandas de rock de escasa relevancia[¿cuál?].
En 2000 editaron el sencillo titulado The Mariachi, que tenía un aire más latino, pero que no tuvo una buena acogida. 
Technotronic vendió un total de 14 millones de discos y en la actualidad sigue siendo objeto de numerosas remezclas, como una versión del famoso Pump Up the Jam editada en 2005.

## Discografía

### Álbumes
- Pump Up the Jam: The Album (1989).
- Trip On This - The Remixes (1990).
- Body To Body (1991).
- Greatest Hits (1993).
- Recall (1995).

### Sencillos
- Pump Up the Jam (1989).
- Get Up! (Before the Night is Over) (1990).
- This Beat is Technotronic (1990).
- Rockin' Over the Beat (1990).
- Move That Body (1991).
- Move This (1992).